# Ateneu de Luxemburg
L’Ateneu de Luxemburg (en francès: Athénée de Luxembourg) és un centre educatiu a la ciutat de Luxemburg. Al llarg dels seus més de 400 anys, ha canviat de nom repetidament. Generalment es coneix com a Stater Kolléisch o De Kolléisch, i és l'escola més vella de Luxemburg que encara està activa.

## Història
L'escola va ser fundada originàriament el 1603 per la Companyia de Jesús i es trobava al costat de la catedral de Santa Maria de Luxemburg, al barri de Ville Haute. Es va pensar seguint el model del col·legi dels jesuïtes de Trèveris. Després de la supressió de la Companyia de Jesús pel Papa Climent XIV el 1773, l'escola va ser rebatejada com a Collège royal, i va ser posada sota els auspicis del clergat. D'altra banda, es va reformar i ampliar el currículum de l'escola va ser reformat i ampliat.

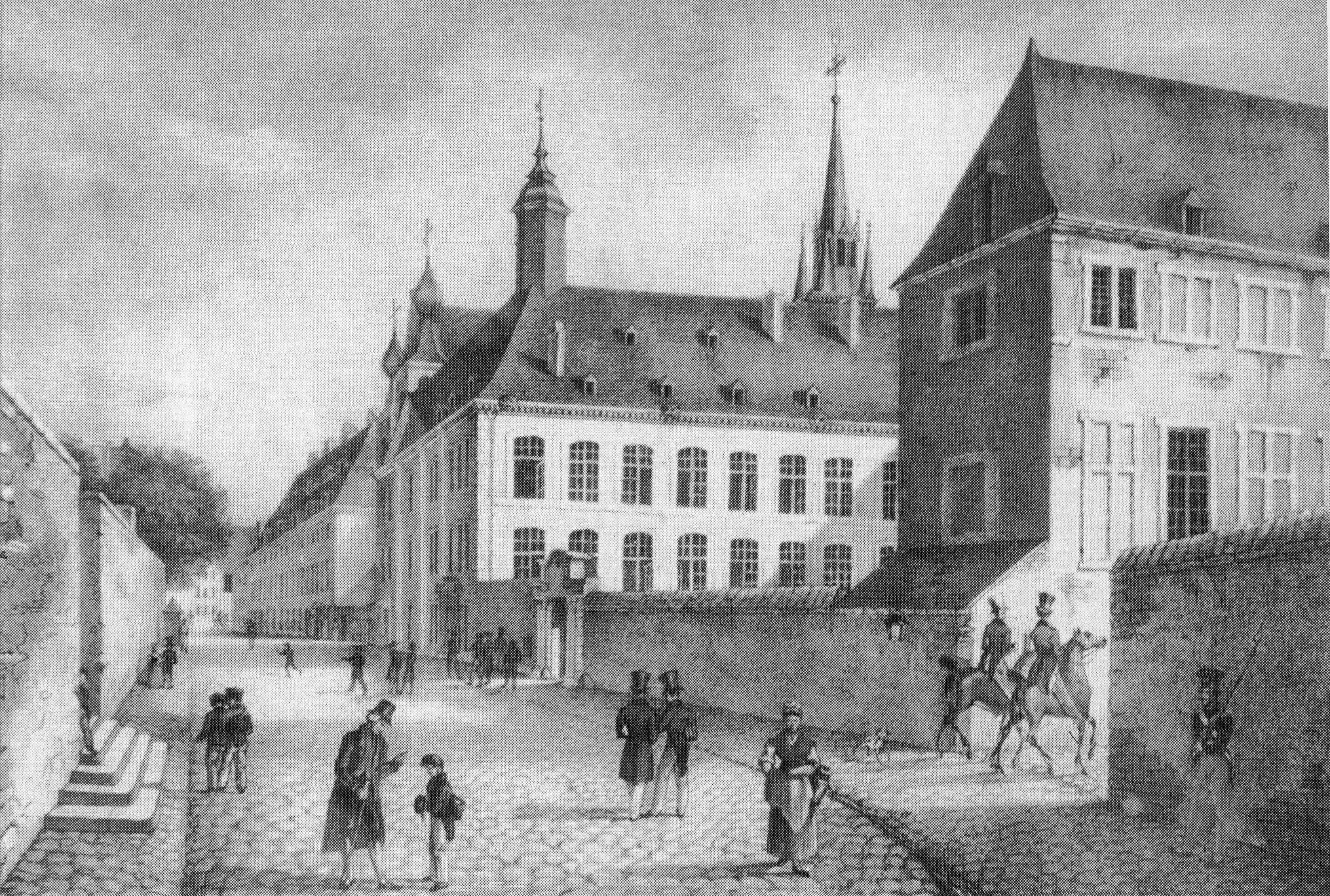
L'Ateneu de Luxemburg, el 1828

Durant la Revolució Francesa i els consegüents canvis, en particular durant el règim de Napoleó, l'escola es va reorganitzar d'acord amb els sistemes educatius francès i va canviar el seu nom diverses vegades: École centrale (1795-1802), École Secondaire (1802-1808), Collège municipal (1808-1817). En el 1817, l'escola va passar a dir-se Athénée royal grand-ducal. Per commemorar aquest esdeveniment, es va col·locar el cronograma ATHENAEVM SIT LVCELBVRGI DECOR (= 1817) a la part posterior d'un portal a l'antic local de l'escola. Al segle xix, es va ampliar i modernitzar el pla d'estudis.
Quan Luxemburg va ser ocupat per les forces nazis a la Segona Guerra Mundial el 1940, l'institut va ser forçat a germanitzar-se, rebatejat com a Gymnasium mit Oberschule für Jungen, i la llengua francesa es va prohibir. Aquestes polítiques es van trobar amb una resistència considerable. Per exemple, quan els alemanys van desmantellar el monument Gëlle Fra, diversos centenars d'estudiants de l'escola van protestar. Dos professors i setanta-sis estudiants de l'Ateneu van perdre la vida durant la guerra. Després de la segona guerra mundial, les instal·lacions van quedar petites i el 1964 l'escola es va traslladar al barri de Hollerich, al sud-oest de la ciutat. Altres escoles també s'hi van desplaçar i van crear, així, el Campus Geesseknäppchen, just al nord del final de l'autopista A4. L'antiga seu de l'institut acull actualment la Biblioteca Nacional.
El 2003 l'escola va celebrar el seu 400è aniversari amb una sèrie d'actes i la publicació d'un estudi de quatre volums sobre la seva història. El lema oficial de l'institut és «Tradició i innovació».

## Alumnes notables
L'Ateneu compta amb diversos alumnes notables, incloent vuit primers ministres de Luxemburg, un primer ministre de Bèlgica i un primer ministre de França. Entre els seus alumnes, destaquen:
- Jean Asselborn, viceprimer ministre i ministre d'Afers Exteriors i Immigració de Luxemburg.
- Joseph Barthel, químic, ministre de Transports i medallista d'or olímpic.
- Félix de Blochausen, primer ministre de Luxemburg.
- Victor Bodson, Comissari Europeu i Just entre les Nacions.
- Robert Brasseur, membre fundador de la Lliga Liberal de Luxemburg.
- Xavier Brasseur, membre fundador del Partit Socialista dels Treballadors.
- Heinrich Johann Nepomuk von Crantz, metge i botànic.
- Pierre Dupong, primer ministre de Luxemburg.
- Paul Eyschen, primer ministre de Luxemburg.
- Gaspard-Théodore-Ignace de la Fontaine, primer ministre de Luxemburg.
- Jean-Bapiste Fallize, primer vicari apostòlic de Noruega.
- Luc Frieden, ministre de Justícia de Luxemburg.
- Pierre Frieden, primer ministre de Luxemburg.
- Anne Kremer, jugadora de tennis.
- William Justin Kroll, metal·lúrgic i inventor del procés Kroll.
- Joseph Kutter, pintor expressionista.
- Eugène Jungers, governador general del Congo Belga.
- Émile Mayrisch, industrial.
- Nicholas Muller, representant dels Estats Units per Nova York.
- Joseph Jean Baptiste Neuberg, matemàtic.
- Jean-Baptiste Nothomb, primer ministre de Bèlgica.
- Émile Reuter, primer ministre de Luxemburg.
- Jacques Santer, primer ministre de Luxemburg.
- Robert Schuman, primer ministre de França i pare fundador de la Unió Europea.
- Emmanuel Servais, primer ministre de Luxemburg.
- Félicien M. Steichen, professor estatunidenc de cirurgia.
- Batty Weber, periodista.
- Antoine Wehenkel, president de la Cambra de Diputats de Luxemburg.
- Sosthène Weis, pintor i arquitecte.
- Nik Welter, escriptor i ministre d'Educació de Luxemburg.

### Professors notables
- Léon Bollendorff, filòleg i president de la Cambra de Diputats de Luxemburg.
- Michel Engels, pintor.
- Jean-Baptiste Fresez, pintor.
- Joseph Kohnen, escriptor.
- Laurent Menager, compositor i director d'orquestra.
- Alain Meyer, professor de francès i president del Consell d'Estat de Luxemburg.
- Ferdinand d'Huart, pintor.

## Directors[2]
- 1603 - 1608: Théodore Othon Becanus
- 1608 - 1609: Zachéé Ribecius
- 1609 - 1621: François Aldernardus
- 1621 - 1624: Jean Spies
- 1624 - 1629: Antoine de Torres
- 1620 - 1634: Hubert Wiltheim
- 1634 - 1636: Jean Petri
- 1636 - 1636: Jean Henri de Nefve
- 1636 - 1643: Jean Rutius
- 1643 - 1646: Jean de Viron I
- 1646 - 1650: François de Steel
- 1650 - 1653: Jean-Michel Ludling
- 1653 - 1656: Jean de Viron II
- 1656 - 1659: Alexandre Wiltheim
- 1659 - 1662: Jean-Baptiste de Florbecq
- 1662 - 1665: André de Preumonteaux
- 1665 - 1668: François Flamen
- 1668 - 1671: Guillaume de Waha
- 1671 - 1675: Jean Mascault
- 1675 - 1678: François Bellegambe
- 1678 - 1681: Arnould Cardon
- 1681 - 1685: Jacques Pirenne I
- 1685 - 1688: Robert d'Assignies
- 1688 - 1691: Jacques Pirenne II
- 1691 - 1694: Joseph de Hennin
- 1694 - 1697: Lucas de Lattre
- 1697 - 1700: Pierre Alhoy
- 1701 - 1704: Ignace de la Porte
- 1704 - 1707: Pierre Forceville
- 1707 - 1710: Christophe Locart
- 1710 - 1714: Jean Quarré
- 1714 - 1717: François Weydert I
- 1717 - 1720: Etienne Petit
- 1720 - 1723: Pierre Fievet
- 1724 - 1728: Ambroise Lefebvre
- 1728 - 1732: Anselme Battelet
- 1732 - 1735: François Weydert II
- 1735 - 1738: Jean de Wallers
- 1738 - 1742: Ernest Hubertin
- 1742 - 1746: Marc Casteele
- 1746 - 1749: Ghislain Barbier I
- 1749 - 1753: Henri Colle
- 1753 - 1756: Ghislain Barbier II
- 1756 - 1758: Hubert Busin
- 1759 - 1764: Théodore Helm
- 1764 - 1767: Paul Lalieu
- 1767 - 1769: Firmin Murat
- 1769 - 1770: Nicolas Heinen
- 1770 - 1773: Joseph Descornaix
- 1821 - 1866: Michel Nicolas Muller
- 1866 - 1867: Jean-Pierre Michaelis
- 1867 - 1869: Nicolas Gredt
- 1869 - 1884: Alexandre de Colnet d'Huart
- 1885 - 1906: Nicolas Gredt
- 1906 - 1917: Gustave Zahn
- 1917 - 1931: François Manternach
- 1931 - 1947: Joseph Wagener
- 1947 - 1957: Jean-Pierre Stein
- 1957 - 1970: Pierre Winter
- 1970 - 1978: Joseph Heinen
- 1978 - 1981: Joseph Poeker
- 1981 - 1993: Henri Folmer
- 1993 - 2007: Emile Haag
- 2007 - 2018: Joseph Salentiny
- 2018 - actualitat: Claude Heiser

## Galeria d'imatges

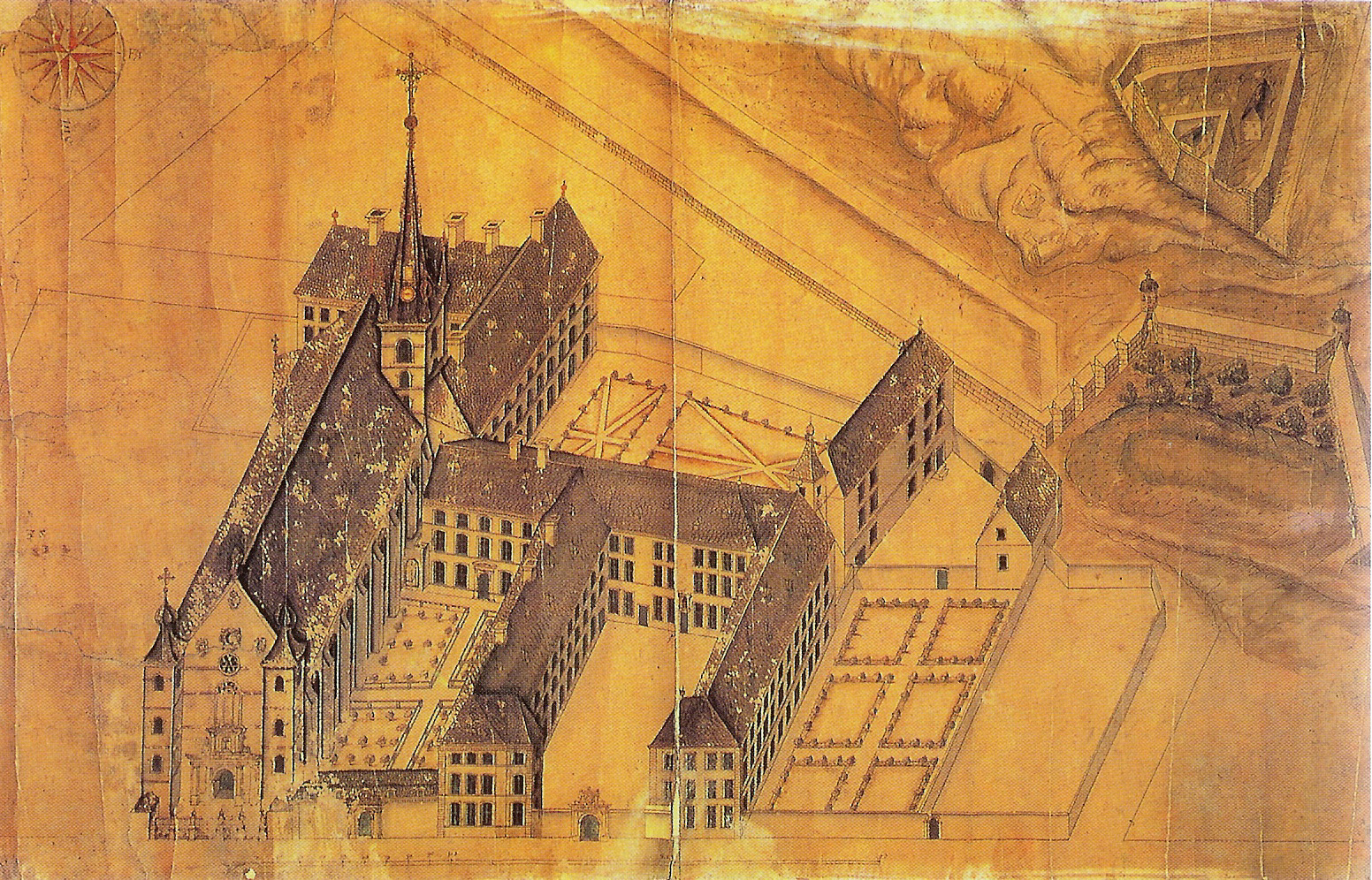
Pla arquitectònic de 1686 de l'actual Ateneu de Luxemburg.
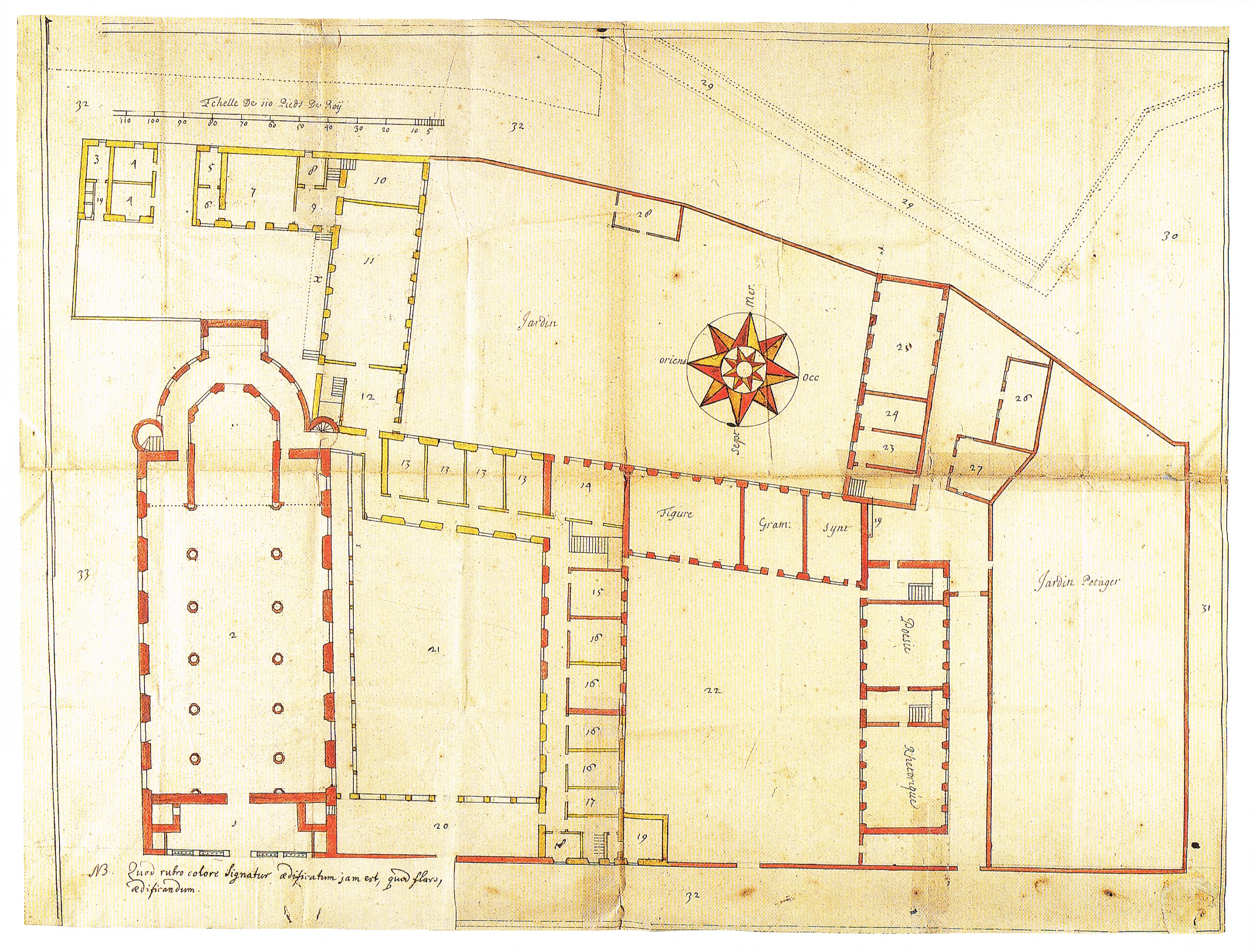
Pla arquitectònic de l'escola i l'església jesuïtes al carrer Notre-Dame
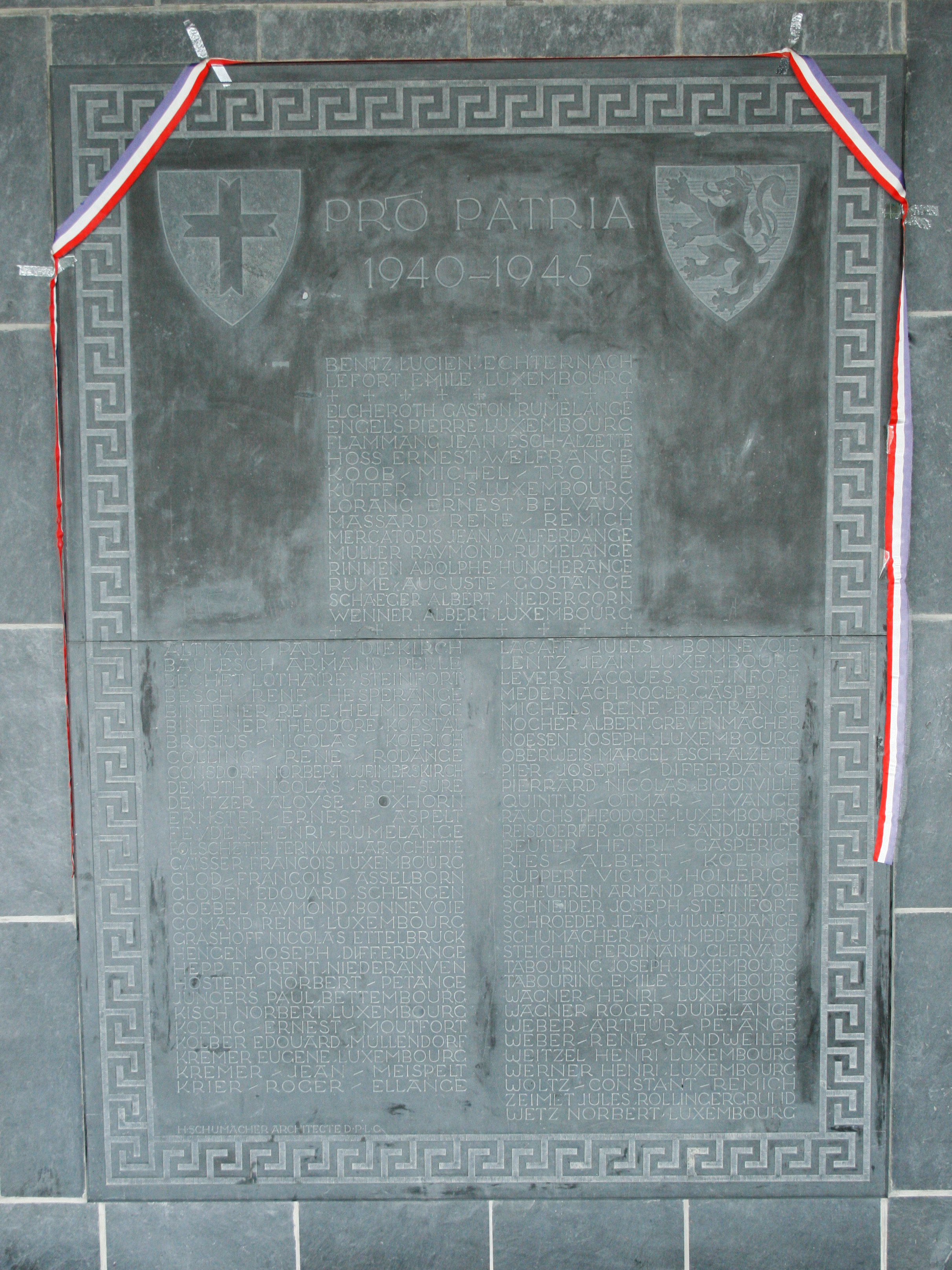
Memorial dedicat a alumnes que van perdre les seves vides en la Segona Guerra Mundial.